# فرانك إنجل (سياسي)
فرانك إنجل (بالفرنسية: Frank Engel)‏ هو سياسي لوكسمبورغي، ولد في 10 مايو 1975 في لوكسمبورغ في لوكسمبورغ. حزبياً، نشط في حزب الشعب المسيحي الاجتماعي. في انتخابات البرلمان الأوروبي 2009، انتخب عضو في البرلمان الأوروبي عن دائرة لوكسمبورغ (دائرة انتخابية للبرلمان الأوروبي) لترشحه ضمن   قائمة حزب الشعب المسيحي الاجتماعي، وقد انضم خلال فترته النيابية (14 يوليو 2009 – 30 يونيو 2014)  للكتلة البرلمانية الكتلة البرلمانية لحزب الشعب الأوروبي وفي انتخابات البرلمان الأوروبي 2014، انتخب عضو في البرلمان الأوروبي عن دائرة لوكسمبورغ (دائرة انتخابية للبرلمان الأوروبي) لترشحه ضمن   قائمة حزب الشعب المسيحي الاجتماعي، وقد انضم خلال فترته النيابية (1 يوليو 2014 – )  للكتلة البرلمانية الكتلة البرلمانية لحزب الشعب الأوروبي.